# Juan Cipriano
Juan Cipriano (* 18. Mai 1952) ist ein ehemaliger philippinischer Skirennläufer.

## Biografie
Cipriano wurde gemeinsam mit seinem Cousin Ben Nanasca von einem neuseeländischen Ehepaar im Jahr 1968 adoptiert. Die Familie zog später nach Andorra, wo beide das Skifahren erlernten. Später lebten sie in Spanien, Frankreich und der Schweiz.
Die beiden wurden vom Schweizer Skiverband entdeckt und gefördert und nahmen schließlich als erste Philippiner an den Olympischen Winterspielen 1972 teil. Bei den Wettkämpfen in Sapporo, die zugleich auch als Weltmeisterschaften gewertet wurden, schied Cipriano jedoch sowohl im Riesenslalom als auch im Slalom aus.
Danach ist er als Rennläufer nicht mehr in Erscheinung getreten.

## Erfolge

### Olympische Winterspiele
- Sapporo 1972: DNF Riesenslalom, DNF Slalom

### Weltmeisterschaften
- Sapporo 1972: DNF Riesenslalom, DNF Slalom